# Olgaria Matos
Pour les articles homonymes, voir Matos.
Olgária Chain Feres Matos, née le 21 juin 1948 à Santiago du Chili, est une philosophe brésilienne. Elle est professeur de philosophie à la faculté de philosophie et des sciences humaines de l'université de São Paulo, et aussi de l'université fédérale de São Paulo, au Brésil. 
Elle a commencé son doctorat, sur l'École de Francfort, en France, avec Claude Lefort mais l'a soutenue au Brésil. Ce travail, qui s'appelle Os arcanos do inteiramente outro (« Les arcanes de ce qui est entièrement autre »), publié chez Brasiliense, a eu le prestigieux prix Jabuti de philosophie en 1990. Auparavant elle avait publié As barricadas do desejo (« Les barricades du désir »), sur le Mai 68 français.